# Чапаєво (Абатський район)
Чапа́єво (рос. Чапаево) — селище у складі Абатського району Тюменської області, Росія.
Населення — 48 осіб (2010, 71 у 2002).
Національний склад станом на 2002 рік:
- росіяни — 62 %
- німці — 31 %